# Ryōsuke Shindō
Ryōsuke Shindō (進藤 亮佑 Shindō Ryōsuke?, Hokkaido, 7 de junio de 1996) es un futbolista japonés que juega como defensa en el Cerezo Osaka de la J1 League.

## Trayectoria

### Clubes
| Club                       | País  | Año       |
| -------------------------- | ----- | --------- |
| Hokkaido Consadole Sapporo | Japón | 2015-2020 |
| J. League sub-22 (cedido)  | Japón | 2015      |
| Cerezo Osaka               | Japón | 2021-     |

## Estadística de carrera

### J. League
| Club                       | Año   | J. League | J. League | Copa J. League | Copa J. League | Total | Total |
| Club                       | Año   | Part.     | Goles     | Part.          | Goles          | Part. | Goles |
| -------------------------- | ----- | --------- | --------- | -------------- | -------------- | ----- | ----- |
| Consadole Sapporo          | 2015  | 0         | 0         | -              | -              | 0     | 0     |
| J. League sub-22           | 2015  | 14        | 2         | -              | -              | 14    | 2     |
| Hokkaido Consadole Sapporo | 2016  | 23        | 0         | -              | -              | 23    | 0     |
| Hokkaido Consadole Sapporo | 2017  | 8         | 0         | 8              | 1              | 16    | 1     |
| Total                      | Total | 45        | 2         | 8              | 1              | 53    | 3     |